# Velké náměstí čp. 43 (Prachatice)
Velké náměstí čp. 43 je renesanční měšťanský dům z počátku 17. století, který je součástí bloku domů na východní straně Velkého náměstí v Prachaticích. Dům má jednoduché průčelí ve stylu klasické italské renesance s asymetricky umístěným vstupním bosovaným portálem a plastickými okenními šambránami s nadpražní římsou šedé barvy. V domě sídlí Muzeum české loutky a cirkusu, provozované Národním muzeem. Dům je součástí městské památkové rezervace Prachatice. Od 3. května 1958 chráněná kulturní památka.

## Popis domu

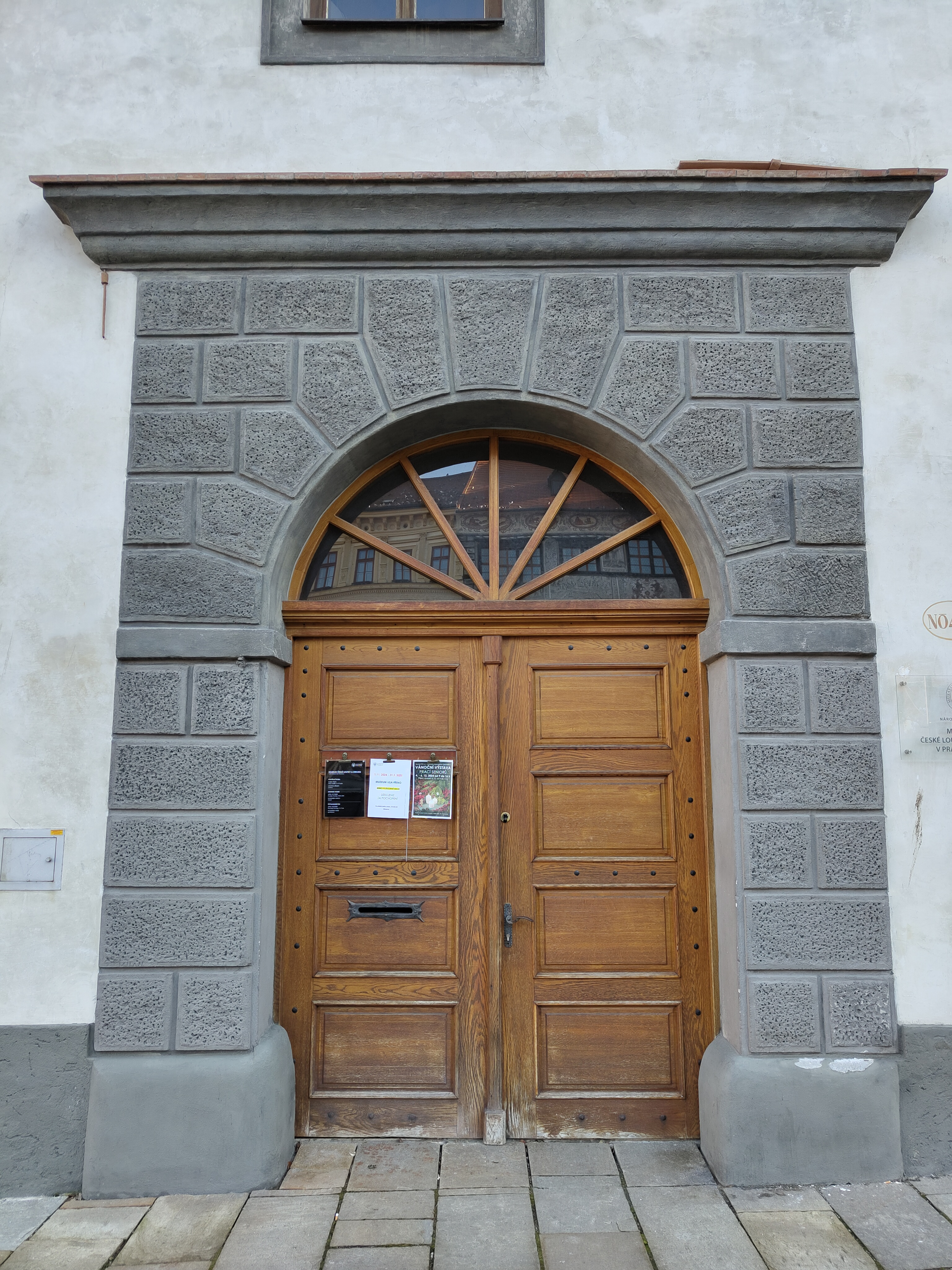
Velké náměstí čp. 43, bosovaný vstupní portál domu

Jedná se o jednopatrový řadový dům ve východní frontě Velkého náměstí. Průčelí domu je jednoduché hladké, členěné pouze plastickým orámováním okenních otvorů a vstupním portálem, v roce 2004 obnovené do renesanční podoby. Čelní fasáda je pětiosá, okna jsou dřevěná, jednoduchá, šestitabulková, lemovaná šedými štukovými šambránami a nadpražní římsou. Hlavni vstup do domu je vstupním renesančním štukovým bosovaným portálem s náběžní hranolovou a nadpražní římsou. Dispozice hlavní budovy je šířkový trojtrakt, na který navazují jednotraktová hloubkově i příčně orientovaná křídla, vymezující dva vnitřní dvory. V přízemí jsou renesanční klenuté síně, renesanční stropy se štukovým rámováním (zejména ozdobný dekor rámující zrcadla kleneb, bezpochyby práce vlašského štukatéra) v přízemí na levé straně a vpravo vzadu v prvním patře. Hlavní síň v přízemí je zaklenuta renesanční neckovou klenbou s lunetami po stranách a přes roh. Prostor vpravo je plochostropý. Klenby přízemí, prvního patra i sklepů jsou vesměs renesanční, schodiště levého hloubkového křídla klasicistní, přilehlá chodba klenutá klasicistními plackami. Dvorní křídla jsou zaklenuta valeně s výsečemi, prostory přízemí jsou částečně zapuštěny pod terén. Průčelí zadní části pravého křídla bylo v renesanci do dvora prolomeno zděnými arkádami, které byly dodatečně zazděny a do zazdívek byla opřena klenba. Pod hlavní budovou jsou dvouúrovňové rozsáhlé sklepy, včetně prostoru zaklenutého na střední sloupek, druhá úroveň sklepů přitom zasahuje hluboko do prostoru náměstí. Střecha domu sedlová s valbovými vikýřky. Areál zahrnuje přední dům, severní a jižní dvorní křídla, zadní východní křídlo, spojovací průchod a dva dvorky. V minulosti zahrnoval i dnešní čp. 112 v Křišťanově ulici, prostupoval tedy celým blokem domů mezi Velkým náměstím a zmíněnou ulicí s hlavním průčelím do náměstí.

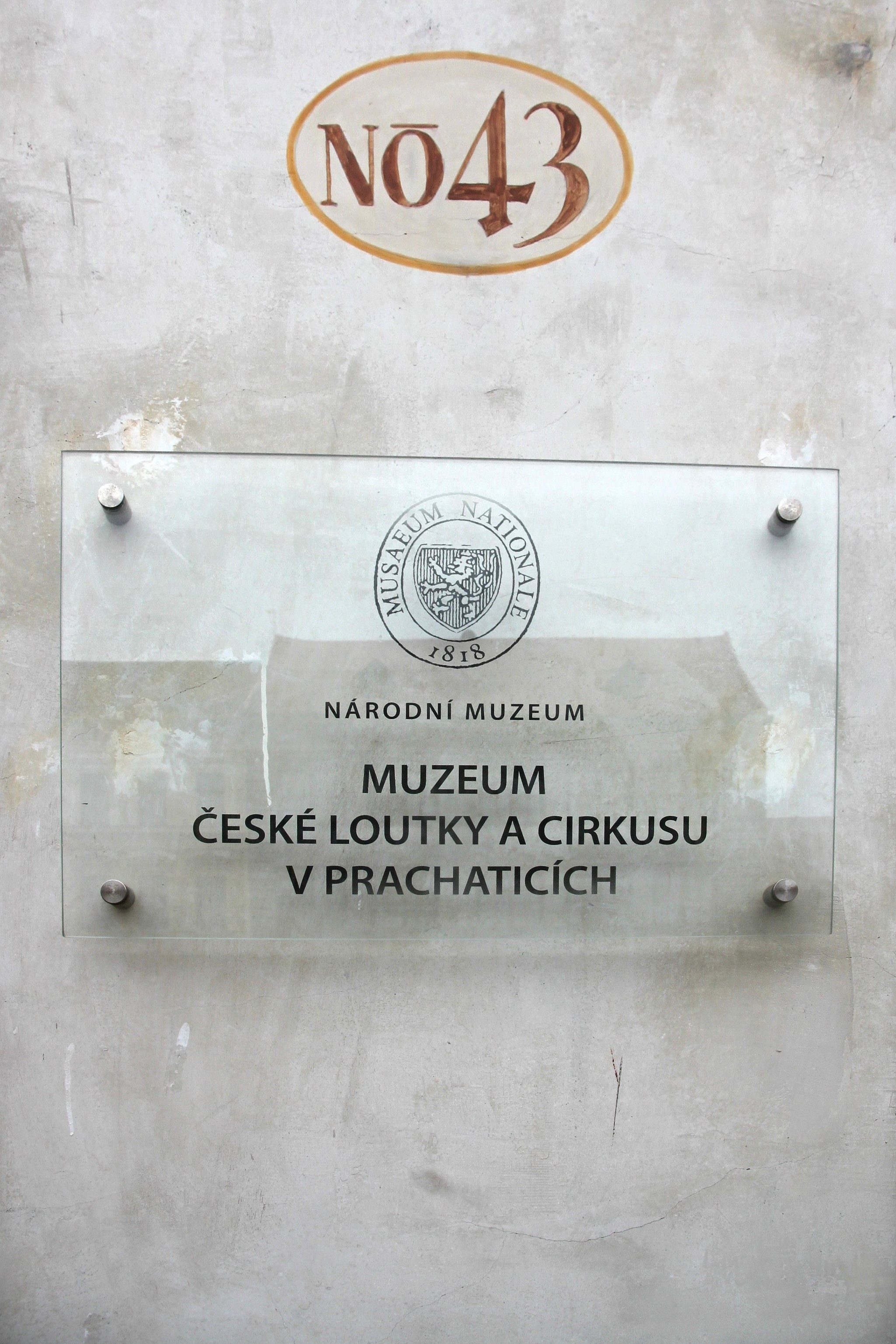
Cedule při vstupu do Muzea české loutky a cirkusu v Prachaticích

## Historie domu
Dům vznikl nejpravděpodobněji v 15. století jako součást výstavby nového bloku domů na východní straně původně mnohem většího náměstí, které se tím zmenšilo téměř na polovinu (Nelze však vyloučit i výrazně časnější dataci levé části domu, při pohledu na půdorys přízemí domu se zdá, že v levé střední části domu je částečně zachován tzv. komorový díl, tuto možnost by nevylučoval ani archeologický průzkum provedený v roce 2001, kde v sondě č. 1 a vrstvě č. 1014, tedy na rozhraní zdi předpokládaného komorového dílu, byly nalezeny vzorky ze 13. století). Po požáru města roce 1501 byl dům přestavěn ve stylu pozdní gotiky. Na vedutě Jana Willenberga z roku 1602 má dům ještě pozdně gotický třístupňový horizontálně členěný štít (nebo dva štíty) s cimbuřím. Pravděpodobně krátce po roce 1602 (určitě však před dobytím města v roce 1620) došlo pak k radikální renesanční přestavbě, tedy v době kdy dům vlastnil Šebestián Sochor. Na vyobrazení domu na obraze Jidřicha de Verle z roku 1670 má dům již obloučkovou atiku s vrcholovými čučky ve stylu Scuoly Grande di San Marco v Benátkách, se dvěma středovými úžlabími mezi čtyřmi pultovými střechami. Při této přestavbě byla kompletně změněna dispozice objektu a byla rovněž provedena nová fasáda ve stylu klasické italské renesance, taková jaká je v současné době prezentována na domě. Přestavbu vedli pravděpodobně vlašští stavitelé. Prvním dohledatelným majitelem domu je podle dochované listiny z roku 1559 Jiřík Sochor, následně v roce 1585 pak již výše zmiňovaný Šebestián Sochor. Na počátku třicetileté války dům získal Jan Hoříkovský, který jej v roce 1628 směnil se zámožným měšťanem Karlem Budkem za jeho levnější dům v ulici ke kostelu a doplatek. V Berní rule z roku 1654 jsou jako vlastnící uvedeni dědici Karla Budka, kteří v něm provozovali pivovar, tedy v křídle do Křišťanovy ulice, na místě dnešního čp. 112 a částečně čp. 111. Dalším vlastníkem se stal Martin Knopp, ze kterého roku 1690 přešel na syna Václava. V té době již v domovním křídle do Křišťanovy ulice nebyl provozován pivovar, ale chlévy a palírna. 13. dubna 1832 podlehla většina vnitřního města zhoubnému požáru. V rámci obnovy bylo sneseno celé atikové patro s obloučkovou atikou a změněn způsob zastřešení domu do dnešní podoby, tedy na střechu sedlovou, podélnou s průčelím. Od obnovy po požáru nebyl dům podstatným způsobem měněn. Roku 1890 dům koupilo prachatické právovárečné měšťanstvo, které jej pravděpodobně užívalo k obytným účelům, v této době byla pravděpodobně upravena fasáda do jednoduché novoklasicistní podoby. Roku 1957 dům převzal Okresní národní výbor, který zde následně zřídil sídlo Okresního archivu v Prachaticích. Na přelomu 20. a 21. století (v letech 2002-2005) byl dům rekonstruován a následně připraven pro potřeby městské knihovny, jejíž provoz zde však nebyl zahájen. V rámci celkové rekonstrukce byla rehabilitována původní renesanční fasáda a odstraněny byly úpravy z 19. století. Fasáda byla obnovena na základě předchozího restaurátorského průzkumu. Restaurátorský průzkum zjistil pod velmi silnými vrstvami omítek a přizdívek z 19. století dochované zbytky původní renesanční štukové výzdoby a původního členění fasády. Renesanční štuky byly místy výrazně poškozeny otlučením, např. z původního vstupního bosovaného portálu se nedochovala ani polovina a tak musela být druhá polovina analogicky odvozena ze zachovalé části a zčásti podle fasády sousedního domu čp. 42. V roce 2006 bylo v domě otevřeno Muzeum české loutky a cirkusu, provozované jako pobočka Národního muzea.